# Victoire Martin O'Gorman
Pour les articles homonymes, voir O'Gorman.
Le comte Victoire Arnold Martin O'Gorman, né en 1743 à Croix-des-Bouquets (Saint-Domingue), est un planteur esclavagiste et officier militaire français. Il était membre du Club Massiac.

## Biographie
La famille O'Gorman, d'origine irlandaise jacobite, est arrivée en France en 1691 après le traité de Limerick, et s'est réfugiée à Nantes, où le père fut négociant. Elle possédait une seigneurie à Kilmurry, dans le comté de Limerick.
Elle s'est ensuite installée dans la colonie de Saint-Domingue où elle détient deux plantations de canne à sucre dans la plaine du Cul-de-Sac. Le père de Victoire, Jean O'Gorman, était syndic des habitants du Cul-de-Sac en 1741 à la Croix-des-Bouquets, où il avait épousé une demoiselle créole, de la famille Belin-Duverger. La plantation avait la réputation d'abriter une production d'excellente qualité, dans des volumes très importants. L'exploitation, dotée d'une sucrerie et d'une caférie, avait une valeur dépassant 4 millions de livres. C'est là que le créole Victoire Arnold Martin O'Gorman naît en 1743.
Il avait le rang d'écuyer et mousquetaire de la garde du roi, aide de camp du comte d'Argout, gouverneur général de Saint-Domingue, et a épousé le 2 septembre 1777, Catherine-Charlotte de Cauvet.
Il est ensuite colonel d'infanterie, capitaine de milices de Saint-Domingue et commandant du régiment des chasseurs royaux.
Puis, il est élu député de Saint-Domingue aux États généraux de 1789. Il est membre du Club Massiac, lobby esclavagiste représentant les intérêts des grands colons planteurs.
Lors du traité de Whitehall en 1793, la plantation passe sous contrôle anglais et, en 1809, Victoire fuit à la Jamaïque.